# Raleigh (Mississippi)
Raleigh is een plaats (town) in de Amerikaanse staat Mississippi, en valt bestuurlijk gezien onder Smith County.

## Demografie
Bij de volkstelling in 2000 werd het aantal inwoners vastgesteld op 1255.
In 2006 is het aantal inwoners door het United States Census Bureau geschat op 1247, een daling van 8 (-0,6%).

## Geografie
Volgens het United States Census Bureau beslaat de plaats een oppervlakte van
13,1 km², geheel bestaande uit land. Raleigh ligt op ongeveer 166 m boven zeeniveau.

## Plaatsen in de nabije omgeving
De onderstaande figuur toont nabijgelegen plaatsen in een straal van 24 km rond Raleigh.